# Nürtingen
Nürtingen város Németországban, Baden-Württemberg tartományban fekszik. Lakossága 42 270 fő.

## Fekvése
Stuttgarttól délkeletre fekvő település.

## Városrészei
- Hardt
- Neckarhausen
- Nürtingen
- Raidwangen
- Reudern
- Zizishausen
- Oberensingen
- Roßdorf

## Története

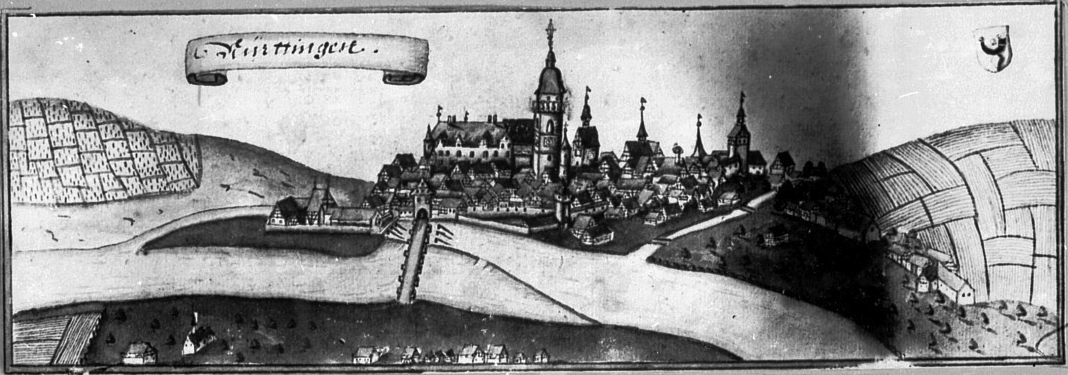
Nürtingen 1608-ban, Andreas Kieser rajzán

Az itt fellelt régészeti lelet szerint a mai Nürtingen területét már a kelták is lakták. A Római Birodalom idejéből többek között egy római kori villát, a Villa Rustica és római Sigillata kerámiát (kb. 200-as évek) találtak a környéken.
A Nürtingent először III. Henrik király iratai említették meg 1046. szeptember 7-én "Niuritingin" néven. 1284 szeptemberében Berthold von Neuffen átadta a "villa Niwirtingen" tulajdonjogát a salem kolostornak. 1335-ben Nürtingen megkapta a városi jogokat, és kibővült a városka is. Az 1442-es Nürtinger-szerződés Württemberget 50 évre felosztotta Stuttgart és Uracher megyék között. 1634-ben a harmincéves háborúban Nürtingent a harmincéves háború súlyosan érintette. Az ezt követő pestisben pedig a lakosság fele áldozatul esett.
1750-ben egy pusztító tűz ismét tönkretette a várost. A főépítész, Johann Adam a Nagy újjáépítette a várost. Az eredmény lényegében a régi város jelenlegi képe. Az óváros egyes részeiben napjainkig megmaradt. A Nürtingen-kastély a 15. és a 17. század között nyugdíjas otthonként szolgált a württembergi uralkodók özvegyeinek. Az 1770-1773-as években lebontották. Ma csak a Schlossberg és a Schlossgartenstraße nevek emlékeztetnek rá.
Az első Württemberg-i középiskolát 1783-ban alapították Nürtingenben.

## Galéria

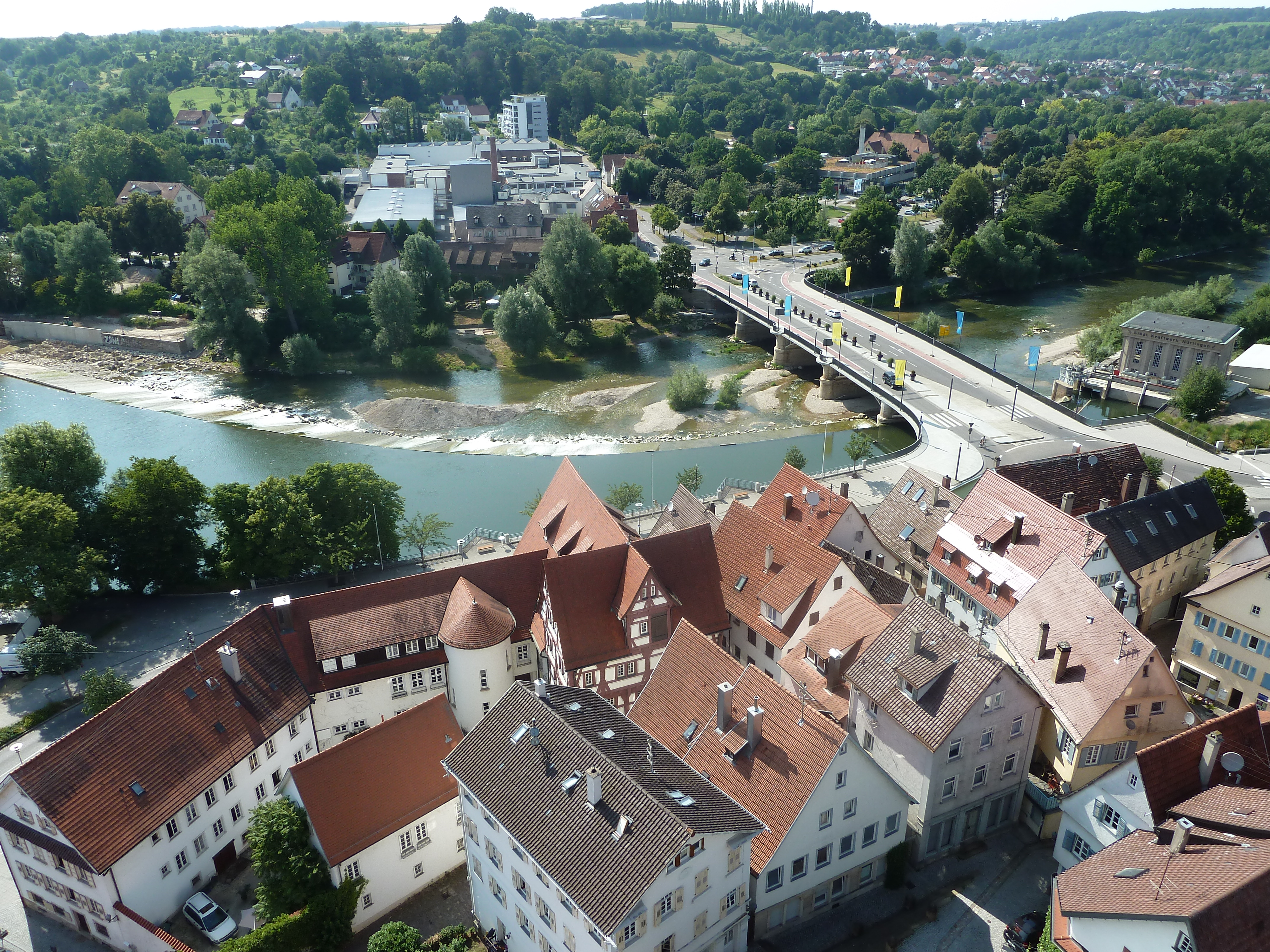
A város részlete a Neckar folyóval
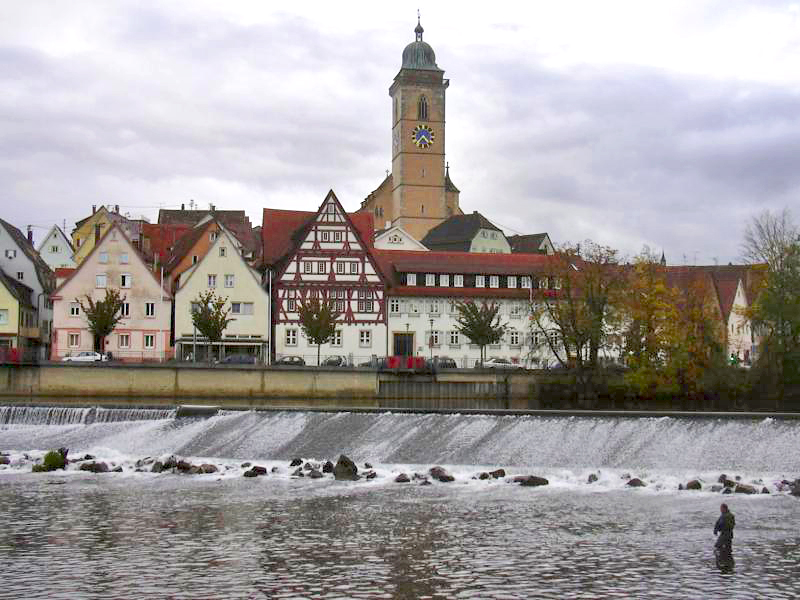
Nürtingen látképe
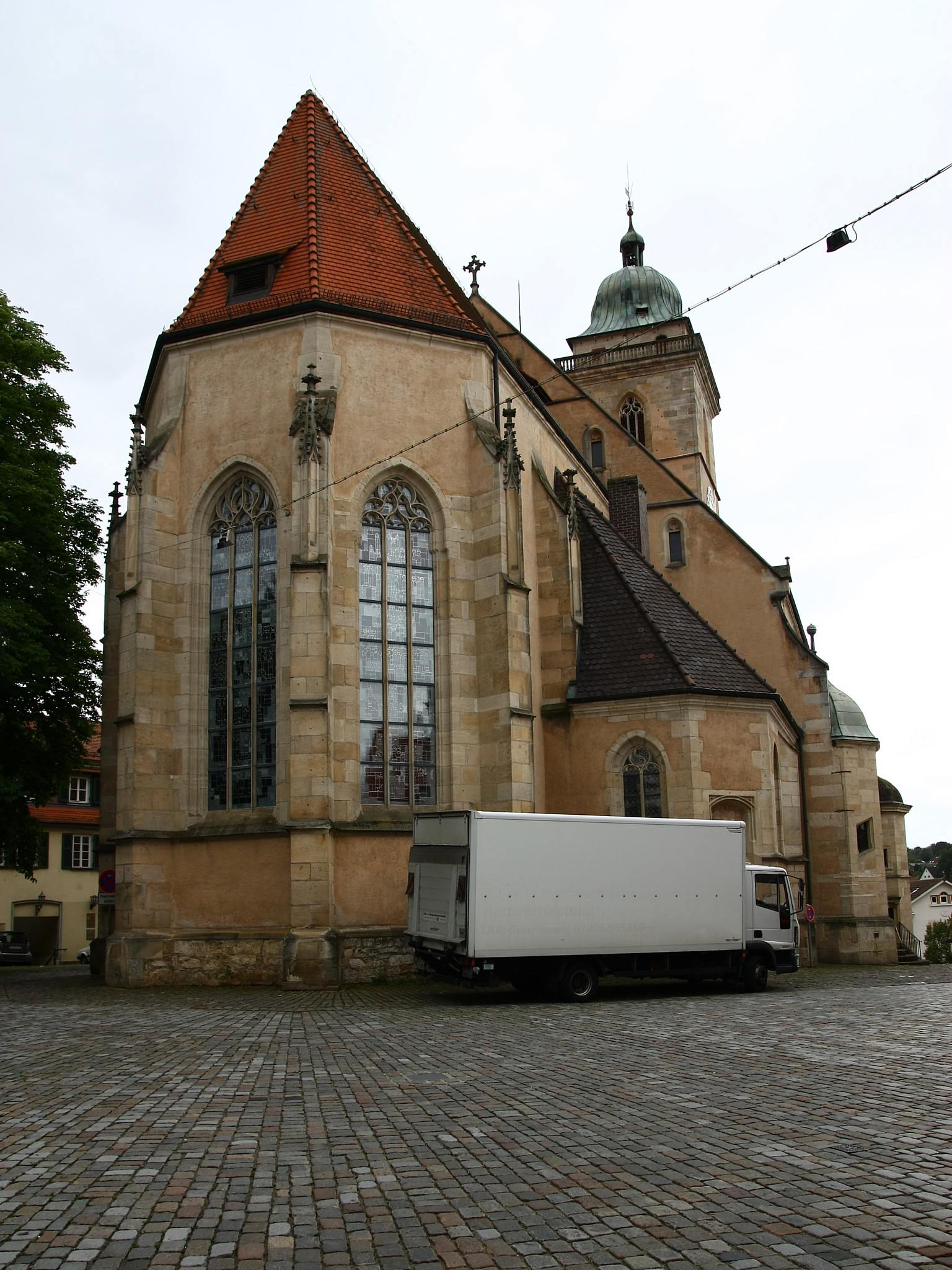
Nürtingen, St. Laurentius templom
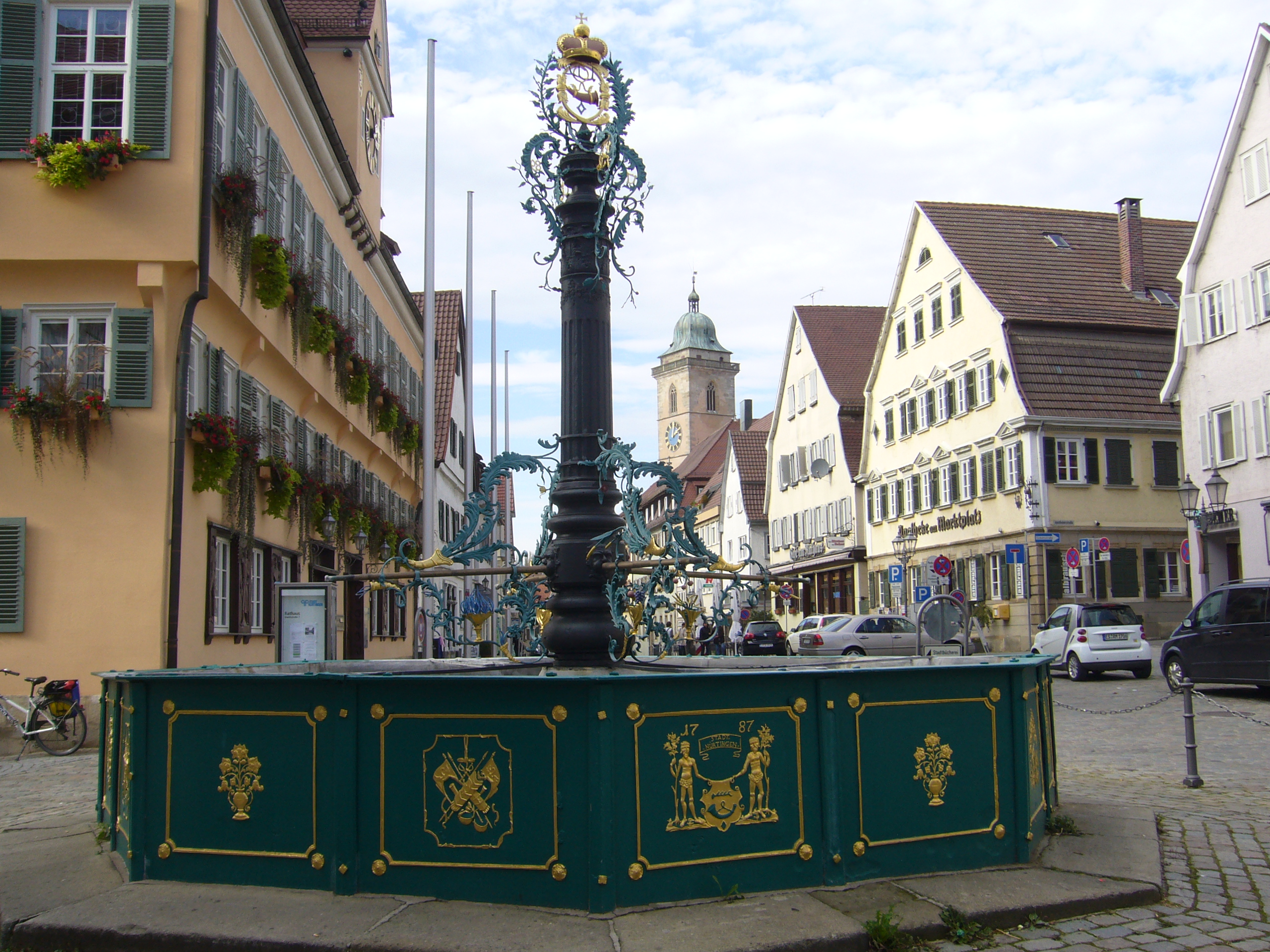
Nürtingen, részlet
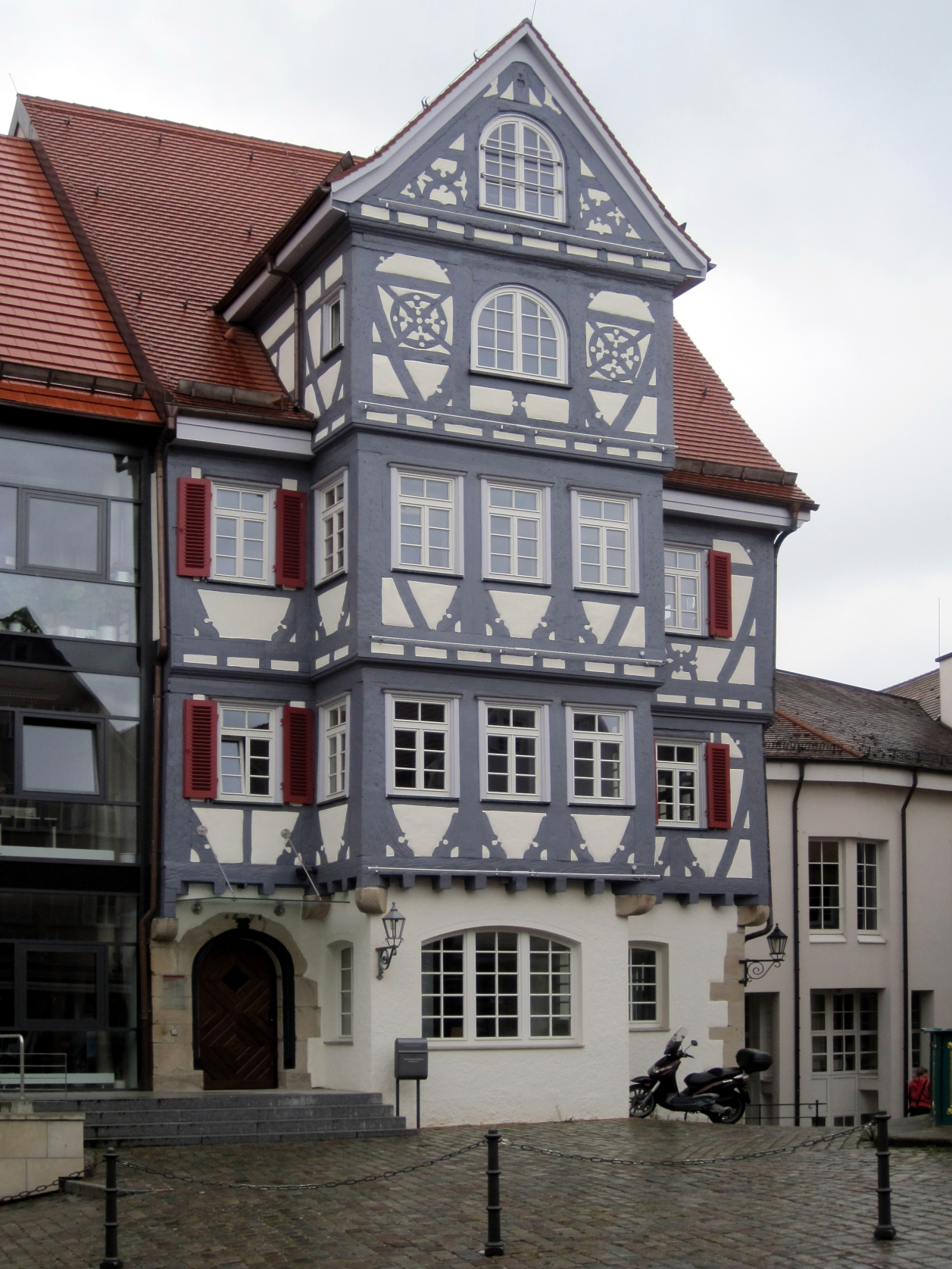
Nürtingen, Marktstraße
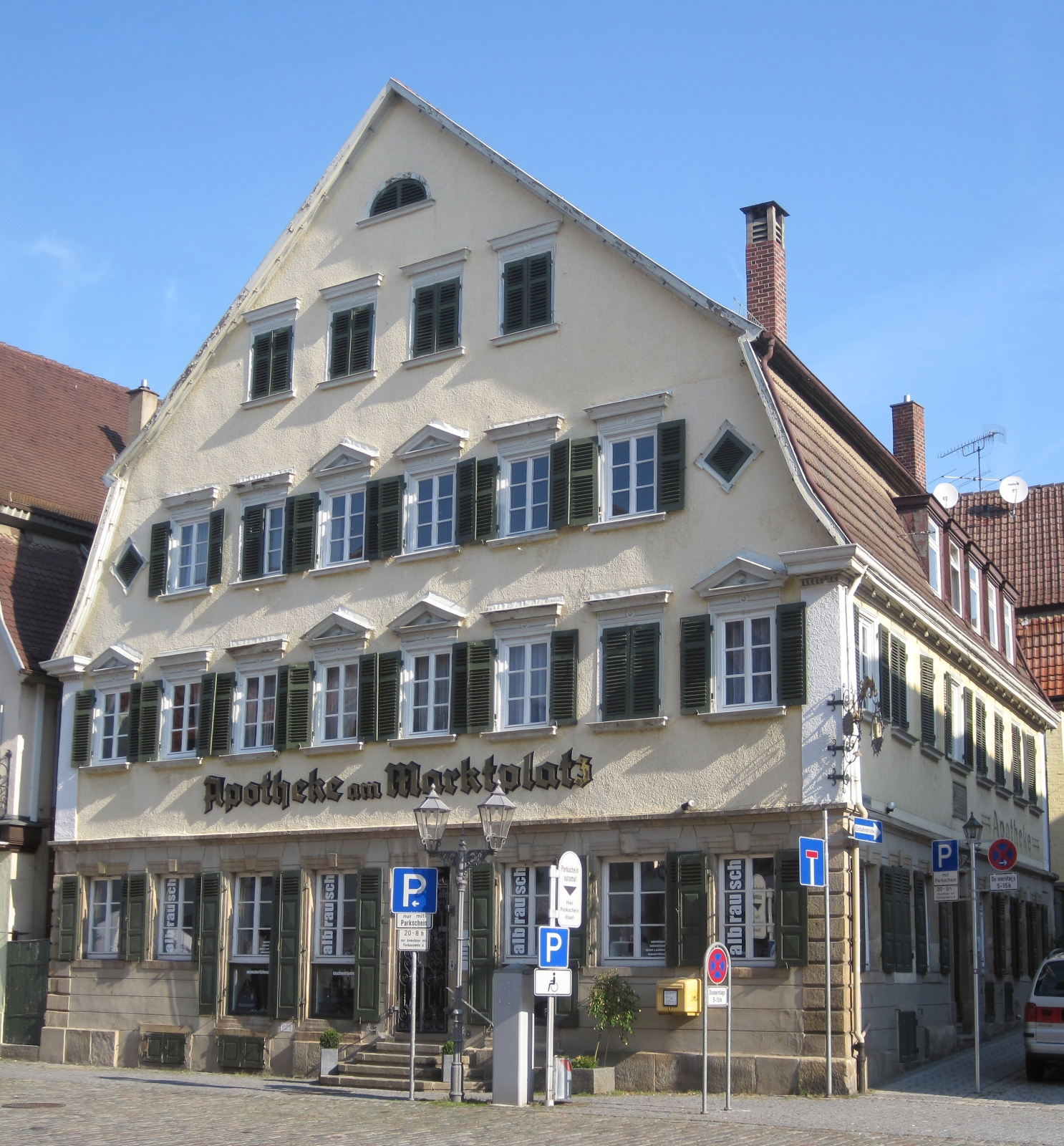
Nürtingen, a gyógyszertár épülete
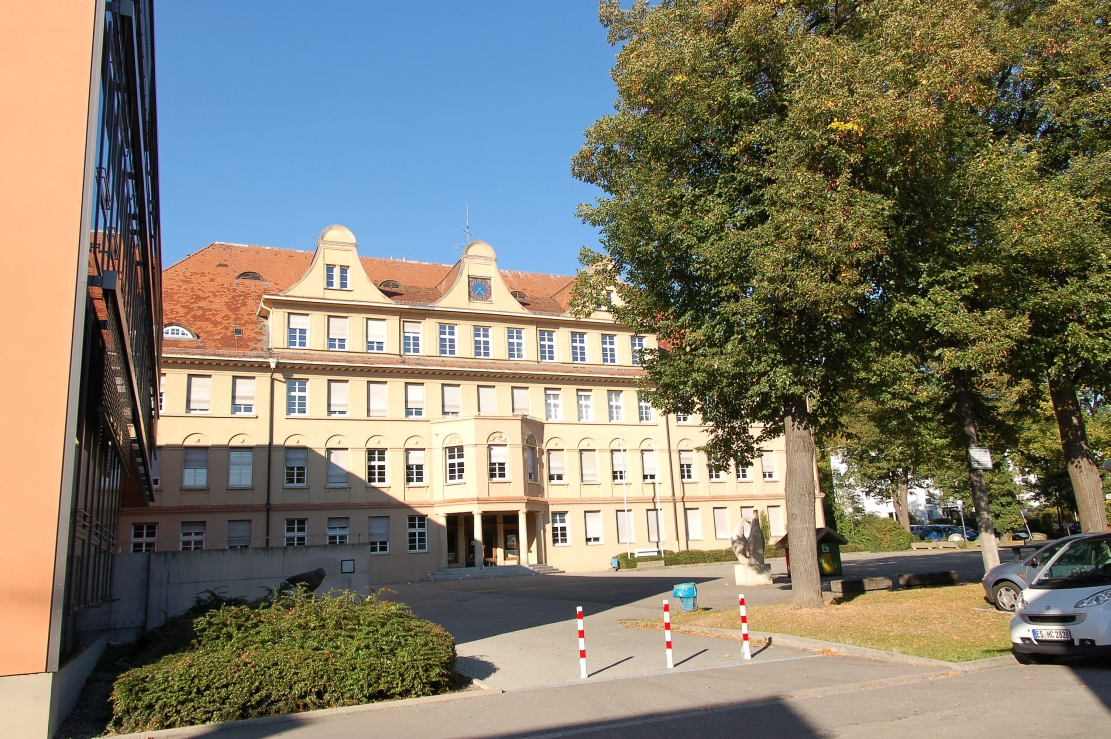
Gimnázium épülete
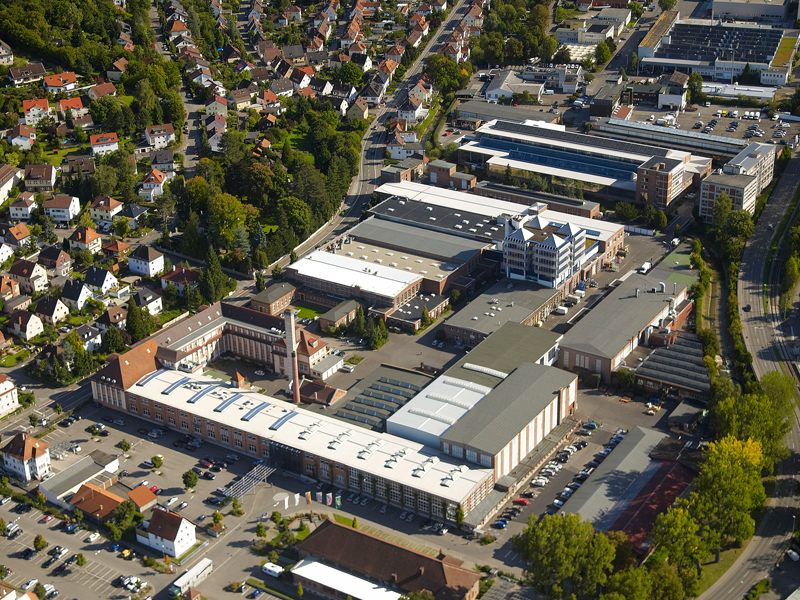
Nürtingen, a HELLER épületei
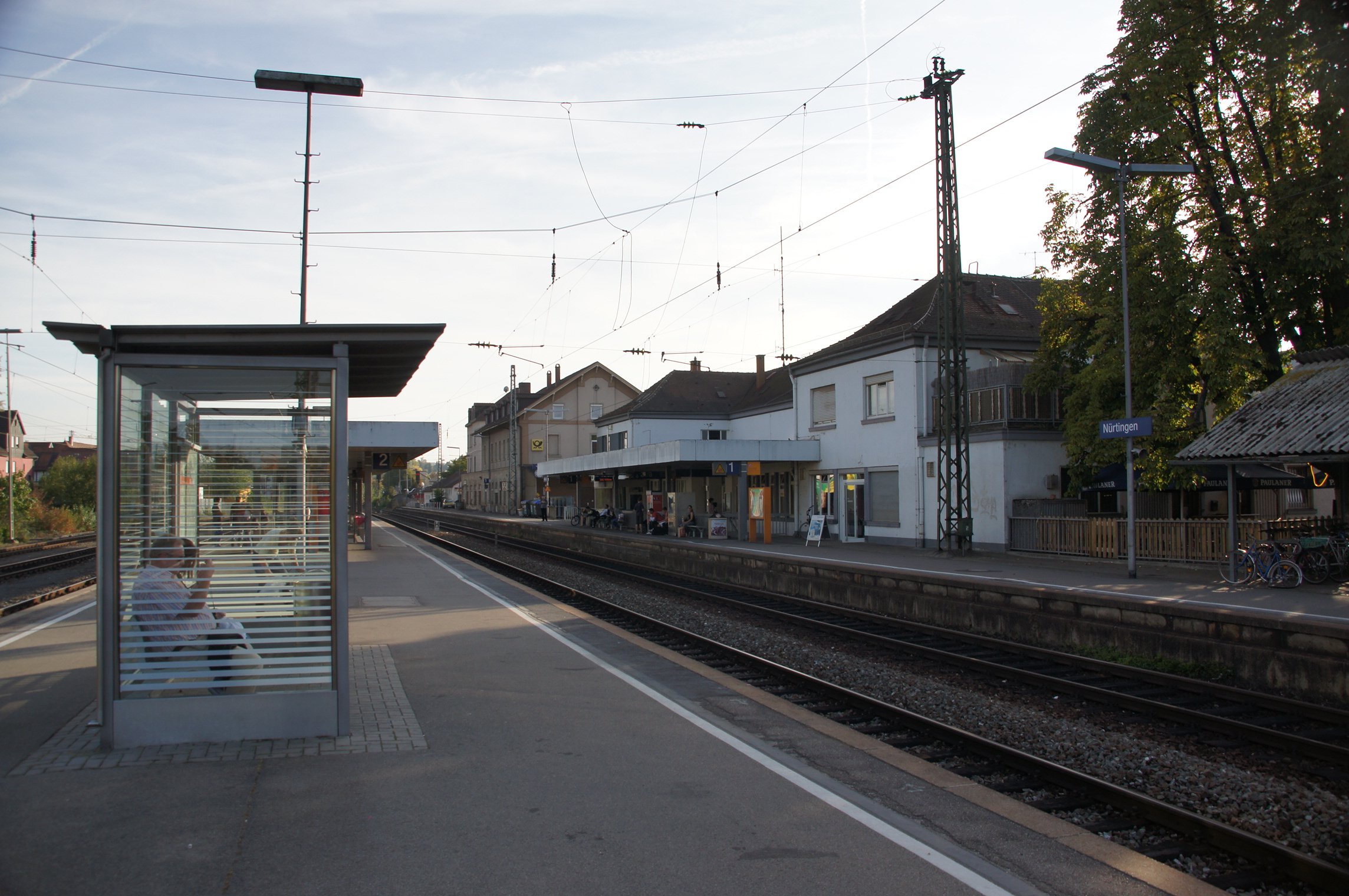
Az állomás épülete